# Distretto di Weidu
Il distretto di Weidu (魏都区S, Wèidū QūP) è un distretto della Cina, situato nella provincia di Henan e amministrato dalla prefettura di Xuchang.